# Musterhäuser im Lerchenhain
Die drei Musterhäuser im Lerchenhain sind denkmalgeschützte Villen im Würzburger Stadtbezirk Frauenland. Die Bauten wurden vom Architekten Peter Feile unter Mitwirkung von Walter Loos aus Wien im Stil der „Neuen Sachlichkeit“ entworfen und in den Jahren 1929/1930 errichtet.

## Lage

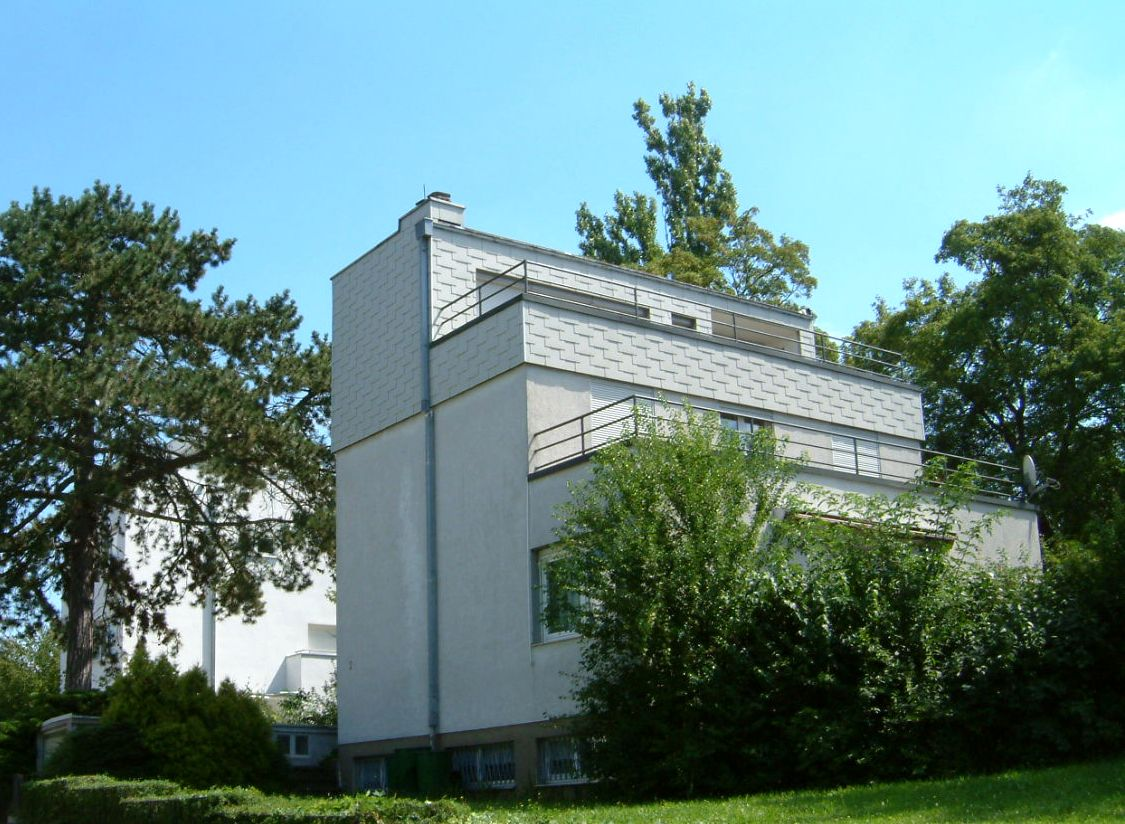
Lerchenhain 2

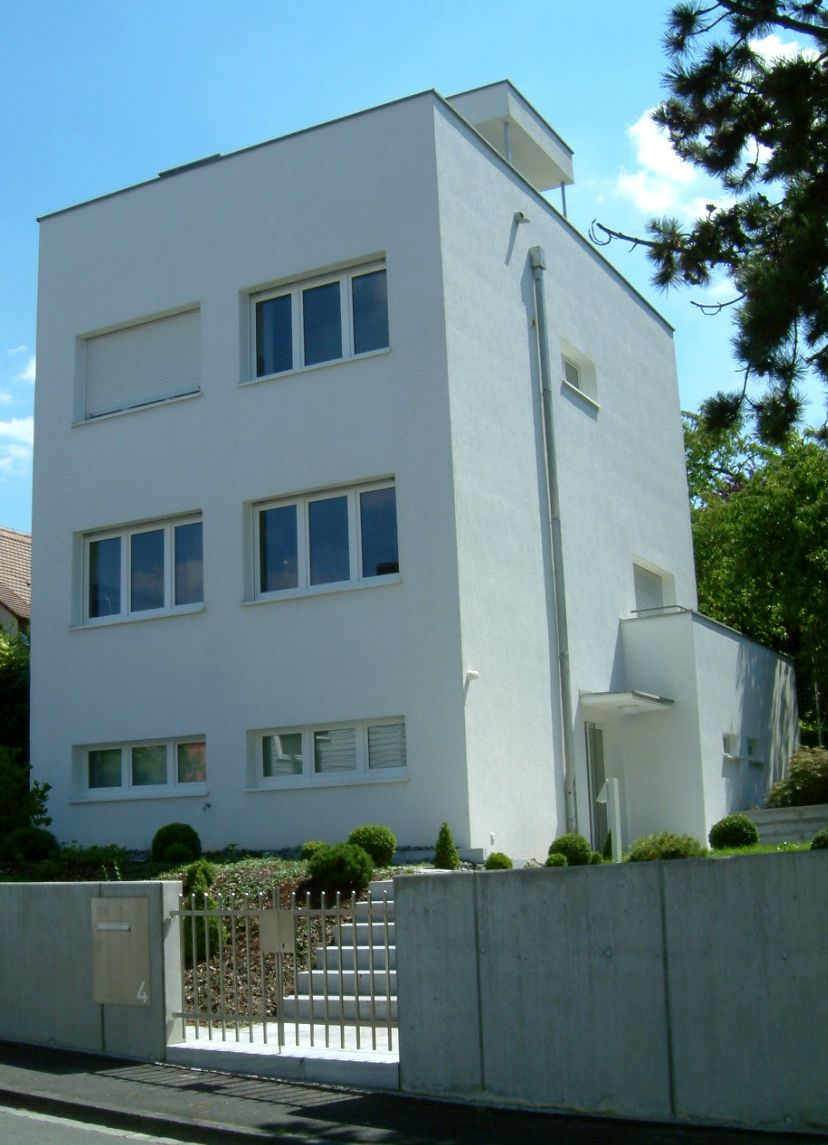
Lerchenhain 4

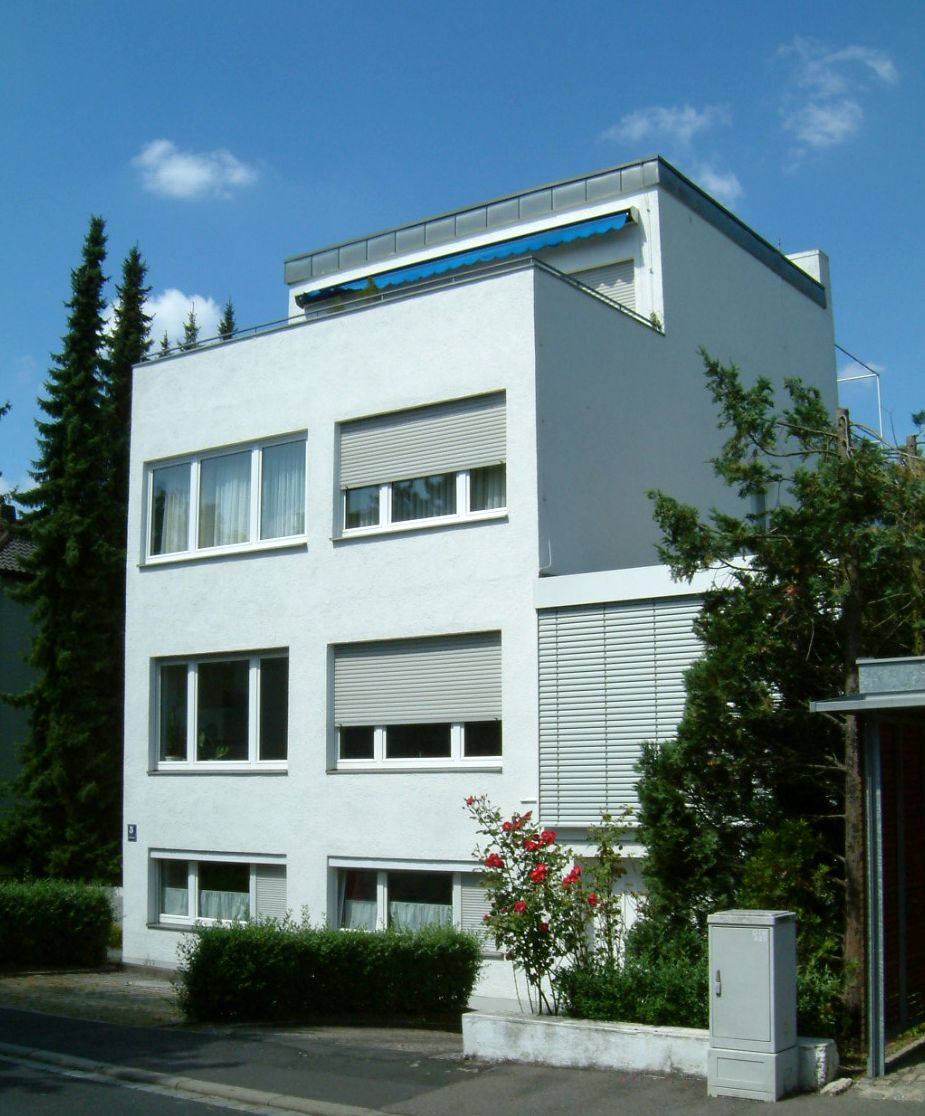
Lerchenhain 5

Die Straße Lerchenhain liegt nördlich der Keesburgstraße zwischen den Stadtteilen Frauenland und Keesburg im Südosten des Würzburger Stadtzentrums.

## Geschichte
Peter Feile (1899–1972) hatte sich 1927 an der Werkbund-Ausstellung „Die Wohnung“ mit der „Siedlung am Weißenhof“ in Stuttgart beteiligt. In seiner Heimatstadt Würzburg konnte er dann 1928 das Doppelhaus Keesburgstraße 29/29a entwerfen. Das Grundstück hatte sein künftiger Schwiegervater zur Verfügung gestellt. Die Präsentation dieses Hauses stieß in Würzburg auf starkes Interesse und erhielt positive Würdigungen in der Lokalpresse sowie in Fachzeitschriften.
Feile entschloss sich dann von der Stadt Würzburg ein etwa 20.000 m² großes Areal im Stadtteil Frauenland zu erwerben und entwarf eine Siedlung mit 31 „Typenhäusern“ im Stil des Neuen Bauens auf etwa 400 m² großen Parzellen. Die Stadt genehmigte im November 1929 nur noch 22 Häuser, die bis 1935 fertiggestellt werden sollten. Feiles Baugesellschaft Lerchenhain mbH errichtete bis 1930 die drei Musterhäuser. Die öffentliche Präsentation im September 1930 verlief erfolgreich, aber das Kaufinteresse blieb aus, sodass Feile keinen seiner weiteren Entwürfe für den Lerchenhain verwirklichen konnte.
Auf Basis des bayerischen Denkmalschutzgesetzes vom 1. Oktober 1973 wurden die drei „weißen Häuser“ Feiles als Beispiele der Neuen Sachlichkeit in die Bayerische Denkmalliste eingetragen.

## Bauwerke
Die drei Musterhäuser sind jeweils dreigeschossig, haben jedoch unterschiedliche Größe. Gemeinsam ist der damals neue Stil, der durch das prägende Flachdach vollkommen mit der herkömmlichen Bauweise brach. Die Villen haben einfache kubische Formen in verschiedener Ausführung. Die Wandflächen sind glatt und wirken durch ihre weiße Farbgebung. Die Fensterentwicklung erfolgt von innen nach außen. Als Baumaterial dienten Bimshohlblocksteine, die Dielenwände sind ebenfalls aus Bims. Beton wird für die Massivdecken mit Eisenbetonbalken verwandt.
Lerchenhain 2: Das Gebäude ist ein dreistufiges Terrassenhaus mit Flachdach. ((Lage))
Lerchenhain 4: Die Villa ist ein kubischer Flachdachbau mit Terrasse und Treppenhausturm. ((Lage))
Lerchenhain 5: Das Wohnhaus gleicht der Nummer 4. Es ist ebenfalls ein kubischer Flachdachbau mit Terrasse, trägt jedoch einen Dachaufsatz statt des Treppenhausturms. ((Lage))